# Filipe de Souza
Filipe Clemente de Souza (* 26. Oktober 1976 in Macau) ist ein macauischer Automobilrennfahrer.

## Karriere
De Souza begann seine Motorsportkarriere 2000 und trat zunächst zu macauischen Einzelveranstaltungen im Tourenwagensport an. 2003 debütierte er in der Macauischen Tourenwagen-Meisterschaft, in der er seit 2007 durchgängig antritt. De Souzas beste Gesamtplatzierung war ein dritter Platz 2009. Darüber hinaus startete er 2008 im Formelsport zu zwei Rennen der asiatischen Formel Renault Challenge.
2011 debütierte de Souza bei der Veranstaltung auf dem Guia Circuit in Macau in der Tourenwagen-Weltmeisterschaft (WTCC). Er fuhr einen Chevrolet Lacetti, der von Corsa Motorsport eingesetzt wurde. Ein 15. Platz war seine beste Einzelplatzierung.

## Persönliches
De Souza ist verheiratet.

## Karrierestationen
| - 2003: Macauische Tourenwagenmeisterschaft - 2007: Macauische Tourenwagenmeisterschaft - 2008: Macauische Tourenwagenmeisterschaft | - 2008: Asiatische Formel Renault Challenge - 2009: Macauische Tourenwagenmeisterschaft (Platz 3) - 2010: Macauische Tourenwagenmeisterschaft (Platz 8) | - 2011: Macauische Tourenwagenmeisterschaft (Platz 13) - 2011: WTCC |